# Norbert Świtała
Norbert Świtała (ur. 24 marca 1934, zm. 26 listopada 1997) – polski żużlowiec, występujący również na lodzie.

## Życiorys

### Życie prywatne
Brat Rajmunda Świtały, również żużlowca.

### Kariera sportowa
W latach 1952–1973 startował w rozgrywkach z cyklu Drużynowych Mistrzostw Polski, reprezentując kluby Kolejarza Rawicz (1952), CWKS Wrocław (1953–1954), Polonii (Gwardii) Bydgoszcz (1955–1970) i Startu Gniezno (1971–1973). Był sześciokrotnym medalistą DMP: złotym (1955) oraz pięciokrotnie brązowym (1956, 1957, 1960, 1961, 1964).
Pomiędzy 1953 a 1961 r. sześciokrotnie wystąpił w finałach Indywidualnych Mistrzostw Polski, najlepszy wynik osiągając w 1959 r. w Rybniku, gdzie zajął VI miejsce. Do innych jego indywidualnych sukcesów należały zwycięstwa w memoriałach Zbigniewa Raniszewskiego (Bydgoszcz 1957) oraz Alfreda Smoczyka (Leszno 1960).
Dwukrotnie (1961, 1962) wystąpił w eliminacjach Indywidualnych Mistrzostw Świata, w 1962 r. awansując do półfinału kontynentalnego rozegranego we Lwowie (w turnieju tym zajął X miejsce). W 1967 r. wystąpił w finale Mistrzostw Świata wyścigów motocyklowych na lodzie, zajmując VII miejsce.